# Capelle Strauss
Capelle Strauss var et orkester i det 19. århundrede fra Østrig-Ungarn.
Capelle Strauss blev grundlagt i Wien i 1827 af Johann Strauss den ældre og under hans ledelse var der 14-28 musikere. I 1843 blev orkesteret udstyret med en røde frakker og hvide bukser. Efter Johann Strauss den ældres død i 1849 blev orkesteret overtaget af sønnen Johann Strauss den yngre, der udvidede orkesteret til en størrelse på over 40 musikere.
Broderen Josef Strauss overtog ledelsen i 1863, efter Johan den yngre var blevet udpeget til Imperial og Royal Courtball Music Director. Den yngste bror Eduard Strauss overtog orkesteret efter Josephs død i 1870. Orkestret var vokset til næsten 50 medlemmer. Sønnerne Strauss komponerede musik til orkesteret i henhold til orkesterets størrelse. Orkesteret spillede også anden musik af nutidige komponister som Giuseppe Verdi, Richard Wagner og Pjotr Tchaikovsky med orkester arrangementet af Strauss brødrene.
Capelle Strauss blev opløst i 1901.